# Miquel de Santjoan
Miquel de Santjoan, president de la Generalitat de Catalunya entre 1389 i 1396, havia estat nomenat per les Corts de Montsó l'11 de juny de 1389. Va ser ardiaca de Girona i, des de 1392, canonge de la seu de Barcelona. En juny de 1396, s'absenta de Barcelona per preparar una ambaixada el papa Gregori XI al rei Martí. Va estar substituït per Alfons de Tous, ja que no va tornar al Principat, si bé a partir de 1398 sembla que residia a València.
El final del seu mandat va coincidir amb la successió reial. Al morir el rei Joan I d'Aragó de forma sobtada el 19 de maig de 1396, el va substituir el seu germà Martí l'Humà que, en aquells moments, residia a Sicília. Les pretensions al tron de Mateu I de Foix en nom de la seva dona Joana, filla de Joan I no varen ser ateses i el Comte de Foix es va aliar amb el comte d'Armanyac per preparar una guerra. El Parlament es reuní en juliol de 1396 per acordar obtenir fons per tal d'afrontar la defensa, ja que el comte de Foix era també vescomte de Castellbò amb importants feus dins de Catalunya, entre d'altres, la vila de Martorell.